# Selwyn Lloyd
John Selwyn Brooke Lloyd, baron Selwyn-Lloyd (ur. 28 lipca 1904 w West Kirby, zm. 17 maja 1978) – brytyjski polityk, członek Partii Konserwatywnej, minister w rządach Winstona Churchilla, Anthony’ego Edena, Harolda Macmillana i Aleca Douglasa-Home’a.

## Życiorys
Wykształcenie odebrał w Fettes College w Edynburgu oraz w Magdalene College na Uniwersytecie Cambridge. Na studiach był przewodniczącym Cambridge Union. W 1929 r. bez powodzenia startował w wyborach do Izby Gmin jako kandydat Partii Liberalnej. W 1931 r. opuścił szeregi liberałów i wstąpił do Partii Konserwatywnej. W latach 1932–1940 zasiadał w radzie dystryktu miejskiego Hoylake. Walczył podczas II wojny światowej. Dosłużył się stopnia brygadiera i był zastępcą szefa sztabu 2 Armii.
W 1945 r. został wybrany do Izby Gmin jako reprezentant okręgu Wirral. Po powrocie konserwatystów do władzy w 1951 r. został ministrem stanu w Foreign Office. W latach 1954–1955 był ministrem zaopatrzenia. W 1955 r. został na krótko ministrem obrony, a następnie objął stanowisko ministra spraw zagranicznych. Za jego kadencji doszło do kryzysu sueskiego, który doprowadził w 1957 r. do dymisji rządu Edena. Lloyd pozostał jednak na swoim stanowisku do 1960 r., kiedy to został kanclerzem skarbu.
Lloyd nie poradził sobie z narastającymi problemami ekonomicznymi państwa i utracił stanowisko po „nocy długich noży” w 1962 r. Przez rok zasiadał w tylnych ławach parlamentu. W 1963 r. nowy premier, Alec Douglas-Home, powierzył mu stanowiska Lorda Tajnej Pieczęci i przewodniczącego Izby Gmin. Lloyd utrzymał się na tych stanowiskach do wyborczej porażki konserwatystów w 1964 r. W 1971 r. został speakerem Izby Gmin. Był nim do 1976 r., kiedy to został kreowany parem dożywotnim jako baron Selwyn-Lloyd i zasiadł w Izbie Lordów. Zmarł w 1978 r.
Był oficerem Orderu Imperium Brytyjskiego od 1943 r., komandorem tego orderu od 1945 r. oraz kawalerem Orderu Kawalerów Honorowych od 1962 r.
Jego żoną była Elizabeth Marshall, którą poślubił w 1951 r. Małżonkowie mieli razem jedną córkę i rozwiedli się w 1957 r.

## Publikacje
- Mr Speaker, Sir, 1976
- Suez 1956: a Personal View, 1978